# Newport Bermuda Race

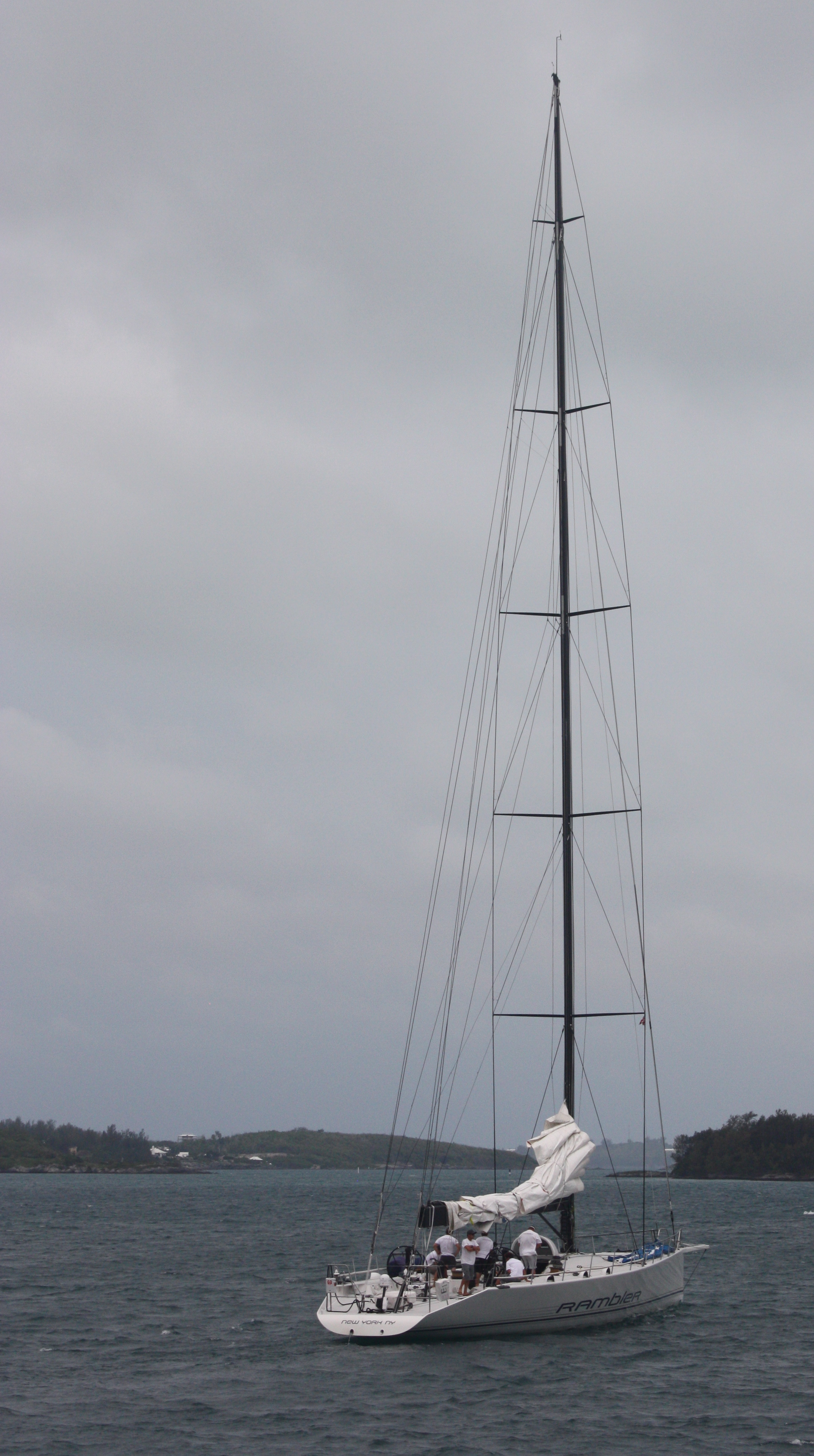
Rambler, de snelste deelnemer in 2012

De Newport Bermuda Race, beter bekend als de Bermuda Race, is een tweejaarlijkse zeilwedstrijd voor teams van Newport op Rhode Island naar Hamilton op het gelijknamige Bermuda-eiland. De wedstrijd werd in 1906 voor het eerst gevaren, en is daarmee de oudste georganiseerde oceaanzeilwedstrijd ter wereld. De totale vaarafstand is 635 zeemijlen (1175 kilometer) over de Atlantische Oceaan en door de Golfstroom.

## Geschiedenis
De eerste Bermuda Race werd in 1906 georganiseerd door Thomas Fleming Day, redacteur van het Amerikaanse watersporttijdschrift The Rudder. De wedstrijd startte bij de Brooklyn Yacht Club in de New Yorkse wijk Gravesend met drie deelnemers. Uiteindelijk kwamen twee jachten aan. De winnaar van die eerste race was het 38-voets jacht Tamerlane onder aanvoering van Frank Maier.
Na de Eerste Wereldoorlog werd de wedstrijd nieuw leven ingeblazen door de Cruising Club of America en de Royal Bermuda Yacht Club, met 22 deelnemers die in 1923 startten in New London in de staat Connecticut. In 1936 werd de start verplaatst naar Newport. De Cruising Club of America en de Royal Bermuda Yacht Club blijven de wedstrijd organiseren via de Bermuda Race Organizing Committee, bestaande uit vrijwilligers van beide clubs. In de ruim 100-jarige geschiedenis hebben circa 4500 boten en 46000 mannen en vrouwen de wedstrijd naar Bermuda gevaren.
Deelname aan de wedstrijd staat open voor elk type zeiljacht. De zeilboten worden opgedeeld in een aantal klassen. De hoofdprijs van de race is de "Lighthouse Trophy", die wordt uitgereikt aan de winnaar op handicap. Daarnaast zijn er prijzen voor de snelste deelnemer en voor de eersten op handicap in elk van de zeilklassen.
Evenementen: Admiral's Cup · America's Cup · Audi MedCup · Cowes Week · Extreme Sailing Series · Kieler Woche · Louis Vuitton Cup · Olympische Spelen · RC44 Championship Tour · Ronde om Texel · 52 Super Series · Vintage Yachting Games · WK Zeilen

Oceaanwedstrijden: Barcelona World Race · Bermuda Race · Cape to Rio Yacht Race · Fastnet Race · Jules Verne Trofee · Mini Transat · OSTAR/Transat · Route du Rhum · Solitaire du Figaro · Sydney to Hobart Yacht Race · Transat Jacques Vabre · Transpacific Yacht Race · Velux 5 Oceans Race · Vendée Globe · Volvo Ocean Race